# Doły Biskupie

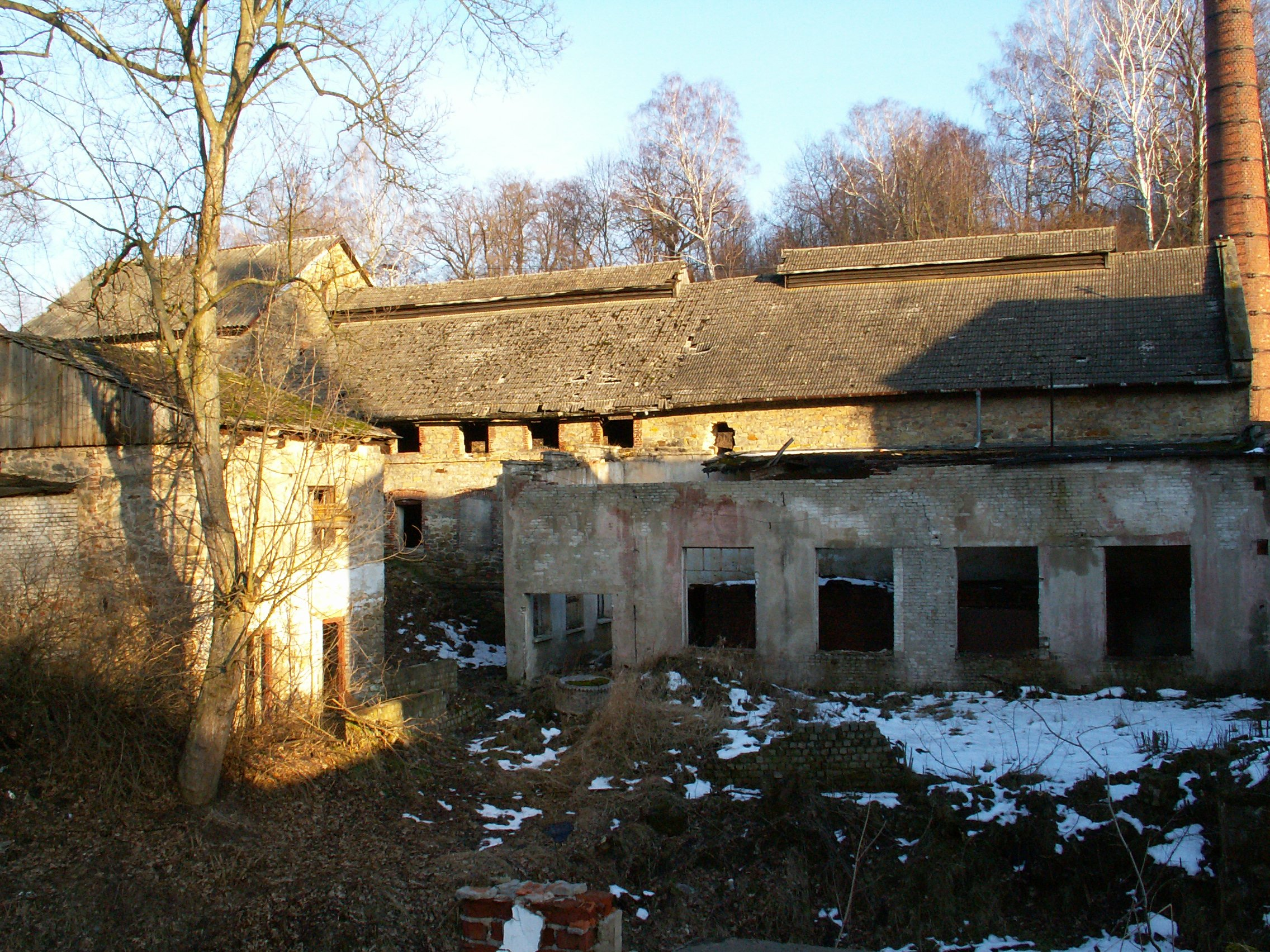
Ruiny fabryki tektury

Doły Biskupie – wieś w Polsce, położona w województwie świętokrzyskim, w powiecie ostrowieckim, w gminie Kunów. 
W latach 1975–1998 miejscowość administracyjnie należała do województwa kieleckiego.

## Położenie
Przez miejscowość przepływa rzeka Świślina. W 2005 roku, powyżej Dołów Biskupich, na Świślinie została otwarta zapora Wióry, budowana tutaj od lat siedemdziesiątych. Po spiętrzeniu wody zbiornik Wióry ma mieć pojemność 35 milionów m³, funkcjonuje na nim elektrownia wodna.
Przez wieś przechodzą:
- niebieski szlak turystyczny z Łysej Góry do Pętkowic
- niebieski szlak rowerowy ze Skarżyska-Kamiennej do Ostrowca Świętokrzyskiego
- zielony szlak rowerowy im. Witolda Gombrowicza.

## Części wsi
| SIMC    | Nazwa           | Rodzaj    |
| ------- | --------------- | --------- |
| 0247083 | Doły Opacie     | część wsi |
| 0247090 | Osada Fabryczna | część wsi |
| 0247108 | Podlesie        | część wsi |
| 0247114 | Witulin         | część wsi |

## Historia
Historia Dołów  sięga wieku XIV

W roku 1401 występują w dokumentach jako: 1401 „Doli”, 1407 „Doly”, 1485 „Doli”, 1506 „Dolij”, 1510 „dol alias Tworkow”, 1529 „Doly”, „Doli”, „Doly Tworkove”, 1530 „Dolj alias Tworkow”, 1532 „Dol alias Thworkoff”, 1553/1592 „Doli medietas”, 1564-5 „Doly Tworkonis”, 1569 „Doli albo Tworkow”, 1571 „Dolij seu Tworkow”, 1577 „Doly seu Tworkow”, 1578 „Dol seu tworkow”, 1586 „Doly”, 1629, 1662, 1672 „Doly seu Tworkow”, 1674 „Doły”, 1758 „Doly seu Tworkow”, 1787 „Doły Biskupie” i „Doły Opacie”, 1827 Doły i Doły Biskupie;

Rozdział dóbr nastąpił w wieku XVIII i odtąd Doły alias Tworkow funkcjonują w administracji jako Doły Biskupie - własność biskupów krakowskich i Doły Opacie - własność klasztoru świętokrzyskiego.

W wieku XIX Doły Biskupie były wsią nad rzeką Świśliną w powiecie opatowskim, gminie i parafii Kunów.
Lustracja w 1827 roku wymienia Doły Biskupie które liczyły wówczas 20 domów i 136 mieszkańców.
W roku 1862 było 34 domów i 258 mieszkańców na 241 morgach ziemi włościańskiej.
Na przełomie XIX i XX wieku w Dołach Biskupich powstała fabryka tektury, należąca do rodziców pisarza Witolda Gombrowicza. Zakład w 1911 roku, od imienia Witolda, nazwany został Witulinem. Fabryka funkcjonowała do początku lat 90. jako część Państwowego Przemysłu Terenowego.
W 2001 r. miejscowość nawiedziła powódź, spowodowana uszkodzeniem po ulewnych deszczach zapory ziemnej stanowiącej pierwszy element ziemnej części późniejszej zapory Wióry. Zalanych zostało kilkaset gospodarstw położonych w dole rzeki. Straty materialne wyceniono na przeszło 10 mln złotych.

## Zabytki i atrakcje turystyczne
W Dołach Biskupich znajdują się zachowane do dzisiaj zabudowania fabryki oraz osiedle fabryczne z przełomu XIX i XX w. Do rejestru zabytków nieruchomych zostało wpisane założenie przestrzenno-poprzemysłowe z początku XX w. (nr rej.: A.607/1-6 z 30.10.1980 i z 10.12.2010).
W miejscowości, powyżej dawnych zabudowań fabrycznych, znajduje się nieczynny kamieniołom kwarcytu dewońskiego. W Dołach Opacich, w górę rzeki znajduje się, niekiedy umiejscawiany w Dołach Biskupich, nieczynny od 1984, malowniczy kamieniołom ułożonych warstwowo po dużym kątem dolomitów dewońskich. Są to pozostałości po istniejącym tu od XVI wieku przemyśle kamieniarskim.
Na terenie wsi odkryto w latach 90. XX wieku ślady łap i ogonów tekodontów.